# 甯原悌
甯原悌，唐朝地方官员，钦州乌武僚人（壮族）出身。
甯原悌是廉州刺史甯純的从孙。自幼聪敏好学，永昌元年（689年）举进士，入朝策试，得上第，被任命为秘书省校书郎，唐睿宗时官至谏议大夫，劝谏睿宗不要为女儿大修道观。唐玄宗时又兼修国史，后因直言不讳有忤旨意，而被免职。死后葬大帽山。朝廷下诏于钦州上蒙村为其立祠，赐名谏议庙。